# Ghassira
Ghassira (Iγassiren en chaoui)est une commune de la wilaya de Batna en Algérie, située à 85 km au sud-est de Batna et à 59 km au nord-ouest de Biskra.

## Géographie

### Situation
Le territoire de la commune de Ghassira est situé au sud-est de la wilaya de Batna.
| Tighanimine                    | T'Kout                        | T'Kout                        |
| Menaa                          | Ghassira                      | T'Kout                        |
| M'Chouneche (wilaya de Biskra) | El Mizaraa (wilaya de Biskra) | El Mizaraa (wilaya de Biskra) |

### Localités de la commune
La commune de Ghassira est composée de 14 localités :
- Anzaten
- Hiza
- Izalgayen
- Kef Laarous
- Messaouada
- Ouled Abed, chef-lieu de la commune
- Ouled Bouakaz
- Ouled Fatah
- Ouled Hellal
- Ouled Idir
- Ouled Mimoun
- Ouarlache
- Ouled Si Ahmed
- Canyon du Ghoufi
- Tabaalit
- Tifelfel

### Géographie physique
La commune est située dans la partie ouest du massif de l'Aurès, dans la vallée de l'oued El Abiod, entre le Djebel Ahmar Khaddou à l'est et le Djebel El Arezg (Larezg) à l'ouest.

### Réseau routier
La commune est traversée par la route nationale RN31 qui relie Biskra à Batna par la vallée de l'oued Abiod et le col d'Aïn Tinn ; une route secondaire monte de Ghassira vers T'kout.

## Histoire
Origines des tribus
Les habitants du Douar Rassira sont d’origine berbère et paraissent avoir pour souche première la tribu des Houara. Aujourd’hui encore ils revendiquent hautement leur origine berbère, admettent leur fision avec l’élément romain resté dans le pays mais se défendirent de tout mélange avec la race arabe. Cependant malgré cette communauté d’origine ils forment 02 branches bien distinctes mais qui ont toujours vécu en bonne intelligence.
L’une celle de l’est, les Ouled Alaoua provient de l’élément autochtone, fondée en l’an 21 de l’Hégire avec l’élément romain resté dans le pays et elle prétend descendre d’un romain chrétien qui prit en embrassant l’islamisme le nom de Sellem.
Plus tard c’est-à-dire au 11e siècle au moment de la grande invasion des arabes hilaliens dans le pays un saint homme nommé El Hadj Ou Hazini berbère musulman qui habitait le village de T’Kout chez les Beni Bou Slimane limitrophes des Rassira vint s’établir avec sa famille dans les gorges affreuses et stériles qui forment la partie ouest de la tribu. Cette fraction au début moins importante prit le nom de Ouled El Hadj ou Hazini.
Époque coloniale française
Durant cette période, Ghassira fait partie de la commune mixte de l'Aurès dont le chef-lieu est Arris, puis, à partir de 1956, de l'arrondissement d'Arris.
À la rentrée scolaire de 1954, un couple de Français de métropole, Guy et Jacqueline Monnerot, sont nommés instituteurs à Tifelfel. Quelques semaines après, le 1er novembre 1954, ils sont victimes de l'attaque de l'autocar Biskra - Arris dans les gorges de Tighanimine ; Guy Monnerot est une des huit victimes de l'attaque menée par les combattants du FLN qui marque le début de la guerre d'Algérie; son épouse survivra à ses blessures.

## Culture
Un documentaire intitulé La Chine est encore loin, à propos du système algérien d'enseignement, évoque Ghassira en relation avec le cas des époux Monnerot,.